# Stefan Radoslav
Stefan Radoslav (Servisch: Стефан Радослав) (1192 - 1234) was koning van Raška, Montenegro, Herzegovina en alle Serven van 1227 tot 1234. Hij was de oudste zoon van Stefan Nemanjić. Hij werd gekroond door de eerste Servische aartsbisschop, de latere Heilige Sava.
Radoslav voelde zich meer Byzantijn dan Serviër, onder andere omdat zijn moeder de dochter van de Byzantijnse keizer Alexius III was, en hij zelf gehuwd was met Anna de dochter van Theodorus I Angelos, de vorst van Epirus. Zijn vrouw Anna schonk hem geen kinderen. Omwille van zijn pro-Byzantijnse houding, en de nederlaag van zijn schoonvader bij de Bulgaren werd hij in 1234 door de Servische Rijksvergadering afgezet, en opgevolgd door zijn jongere halfbroer Stefan Vladislav.
Ontgoocheld in het leven en zijn familie, trok hij zich in een klooster terug onder de naam Jan.